# Jorinus van der Wiel
Jorinus van der Wiel (né le 15 août 1893 à Utrecht et mort le 5 mars 1960) est un coureur cycliste néerlandais. Professionnel de 1915 à 1927, il a été cinq fois champion des Pays-Bas sur route entre 1915 et 1925 et détient ainsi le record de victoires sur ce championnat.

## Palmarès
- 1915
  -  Champion des Pays-Bas sur route
- 1917
  -  Champion des Pays-Bas sur route
- 1918
  -  Champion des Pays-Bas sur route
- 1919
  - 2e du championnat des Pays-Bas sur route
- 1921
  -  Champion des Pays-Bas sur route
- 1924
  - 3e du championnat des Pays-Bas sur route
- 1925
  -  Champion des Pays-Bas sur route
- 1926
  - 2e du championnat des Pays-Bas sur route